# Sequoia sempervirens
Sequoia sempervirens es la única especie de Sequoia, un género monotípico de plantas perteneciente a la familia de las cupresáceas, subfamilia Sequoioideae. 
Es conocida popularmente como secuoya roja, o secuoya de California. Es un árbol perennifolio muy longevo (entre 1200 y 1800 años) y la conífera más alta que existe, pues llegan a alcanzar 115,61 m de altura (sin incluir las  raíces) y 7,9 m de diámetro en su base. No hay que confundirla con otras dos especies a las que también se llaman secuoyas o secoyas, y con las que integra la subfamilia Sequoioideae: la secuoya gigante (Sequoiadendron giganteum) que alcanza alturas de hasta 85 m y la metasecuoya (Metasequoia glyptostroboides), de menor altura, hasta 45 m. 

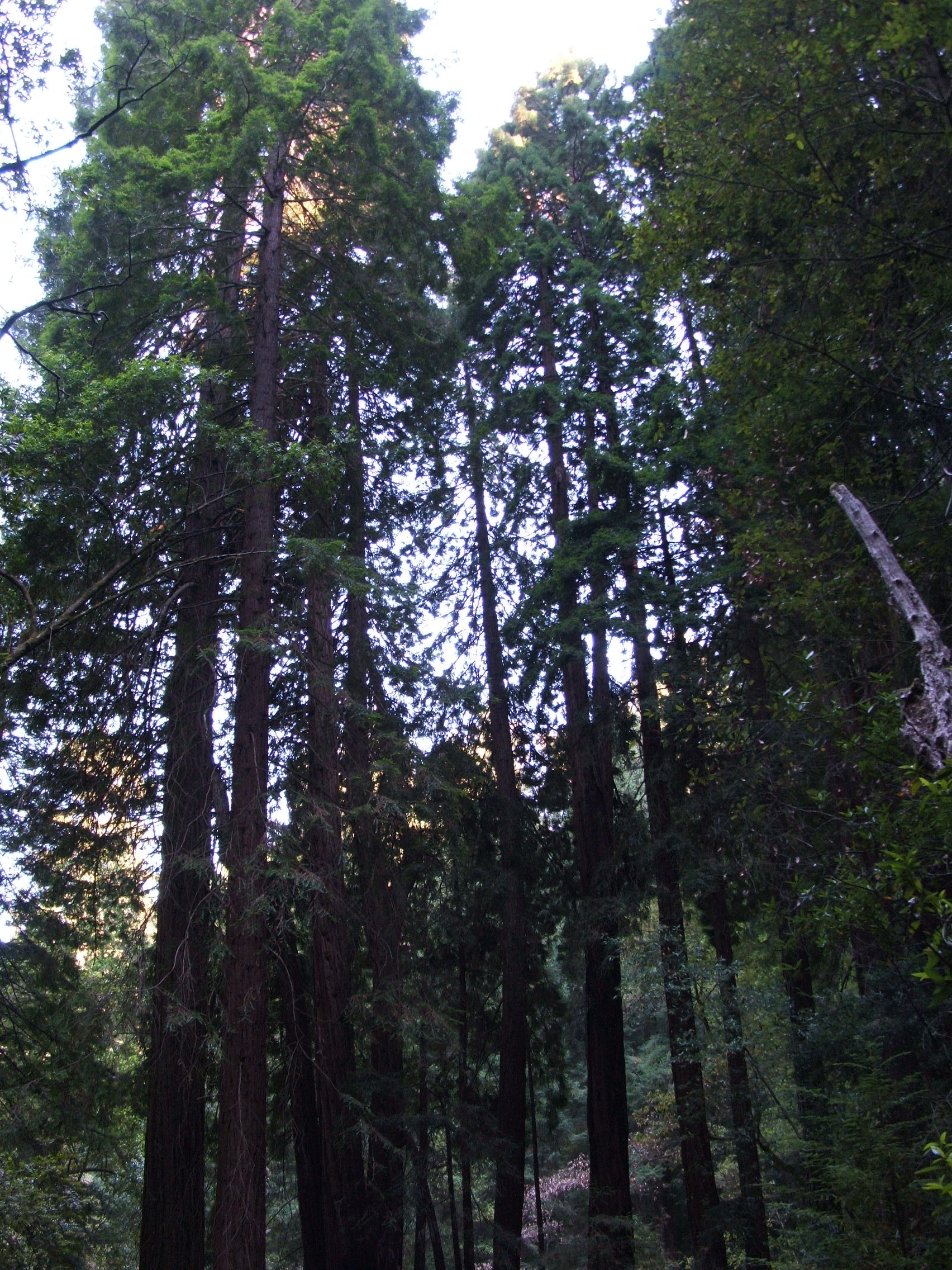
Vista del árbol.

## Descripción

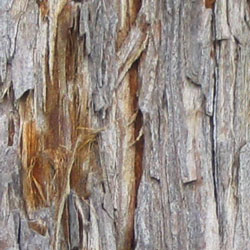
Detalle de la corteza.

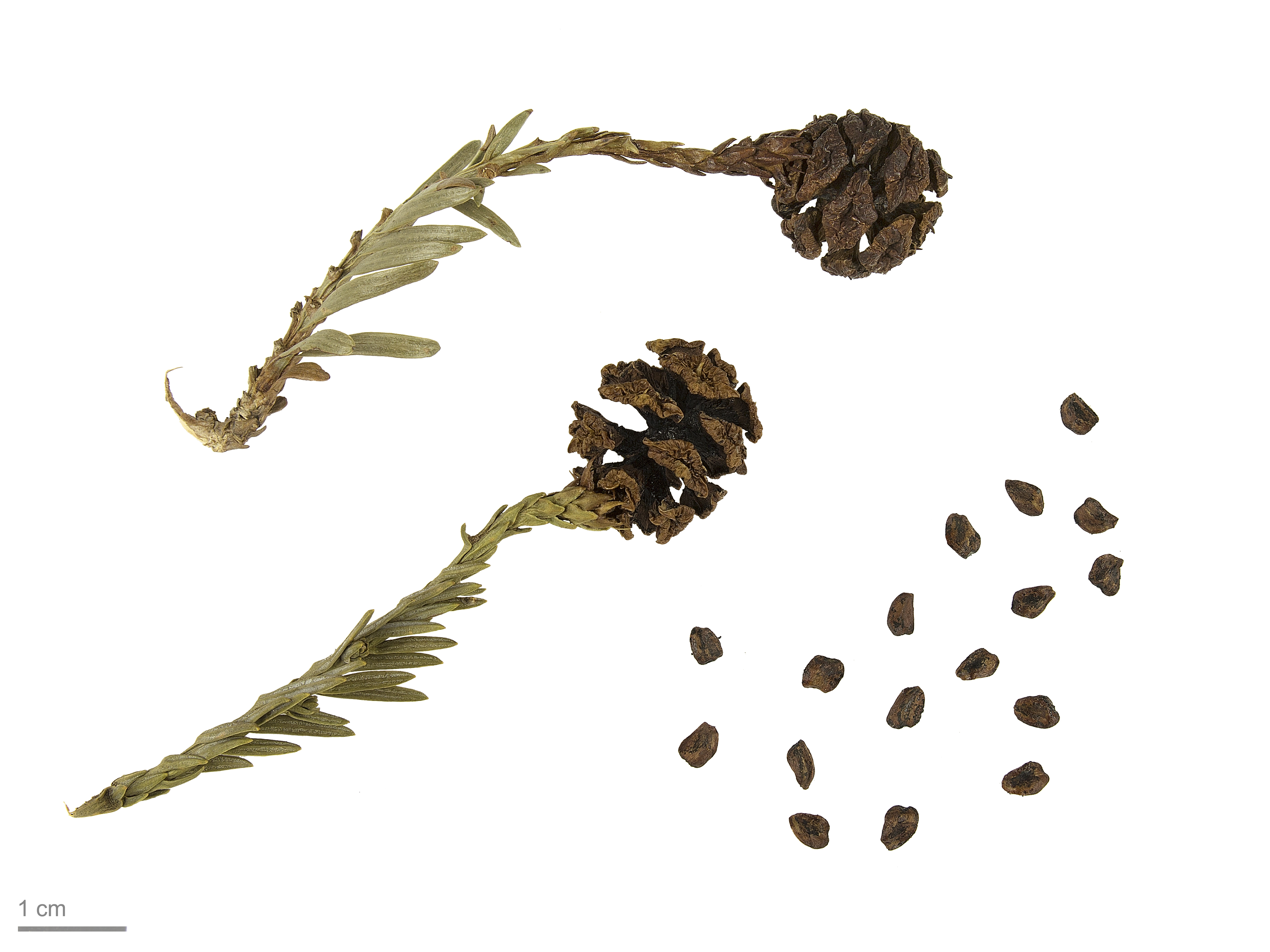
Sequoia sempervirens

El tronco es recto, cilíndrico, con ramas horizontales ligeramente curvadas hacia abajo, su corteza es muy gruesa, suave y de un brillante color pardorrojizo que se va oscureciendo expuesta a la intemperie. Las hojas son de tamaño variable: entre 15-25 mm, largas y aplanadas en árboles jóvenes, y brotes a la sombra en la zona inferior de la copa de los ejemplares viejos, hasta 5-10 mm de largo en brotes expuestos a pleno sol en la parte superior de la copa de árboles más viejos; entre ambos extremos hay una amplia transición de tamaños. Son de color verde oscuro en las partes superiores y en la parte inferior poseen dos bandas con estomas blanco azulados. La disposición de la hoja es espiral, aunque las más grandes y sombreadas están giradas hacia la base para conservar una posición plana y obtener la máxima luz posible. Los conos son ovoides, de 15-32 mm de largo con 15-25 escamas dispuestas en espiral; maduran entre 8-9 meses después de la polinización a finales de invierno. Cada escama de estos conos contiene entre 3 a 7 semillas, cada una de 3-4 mm de largo y 0,5 de ancho, con dos alas de 1 mm. Estas semillas son liberadas cuando las escamas maduran y se abren al secarse.
La secuoya roja más vieja tiene alrededor de 3200 años; muchas otras exceden los 600 años. Es una de las tres especies de árboles de madera roja. Esta, utilizada antiguamente en la construcción, se emplea en la ebanistería por su alta calidad y su llamativo color.
Su hábitat natural, que se encuentra en sistemas montañosos bastante húmedos y crecen en grupo, resguardándose de fuertes vientos y heladas, se circunscribe a una estrecha franja del oeste de Estados Unidos que abarca desde la zona meridional de Oregón hasta California central donde se la encuentra tanto en zonas llanas como en las húmedas de las colinas costeras.
De las secuoyas es conocida su longevidad (computada en miles de años) y aunque hoy en día es el ser vivo más alto del planeta, en el pasado fue superado por eucaliptos y abetos gigantes hoy en día desaparecidos. La forma en que está diseñada su estructura es llamativa: a partir de la misma raíz crecen troncos independientes pero muy próximos unos de otros, de forma que si uno fuera dañado, los demás se desarrollarían independientemente, aunque aportando savia al tronco que la necesita.

## Localización y ecología

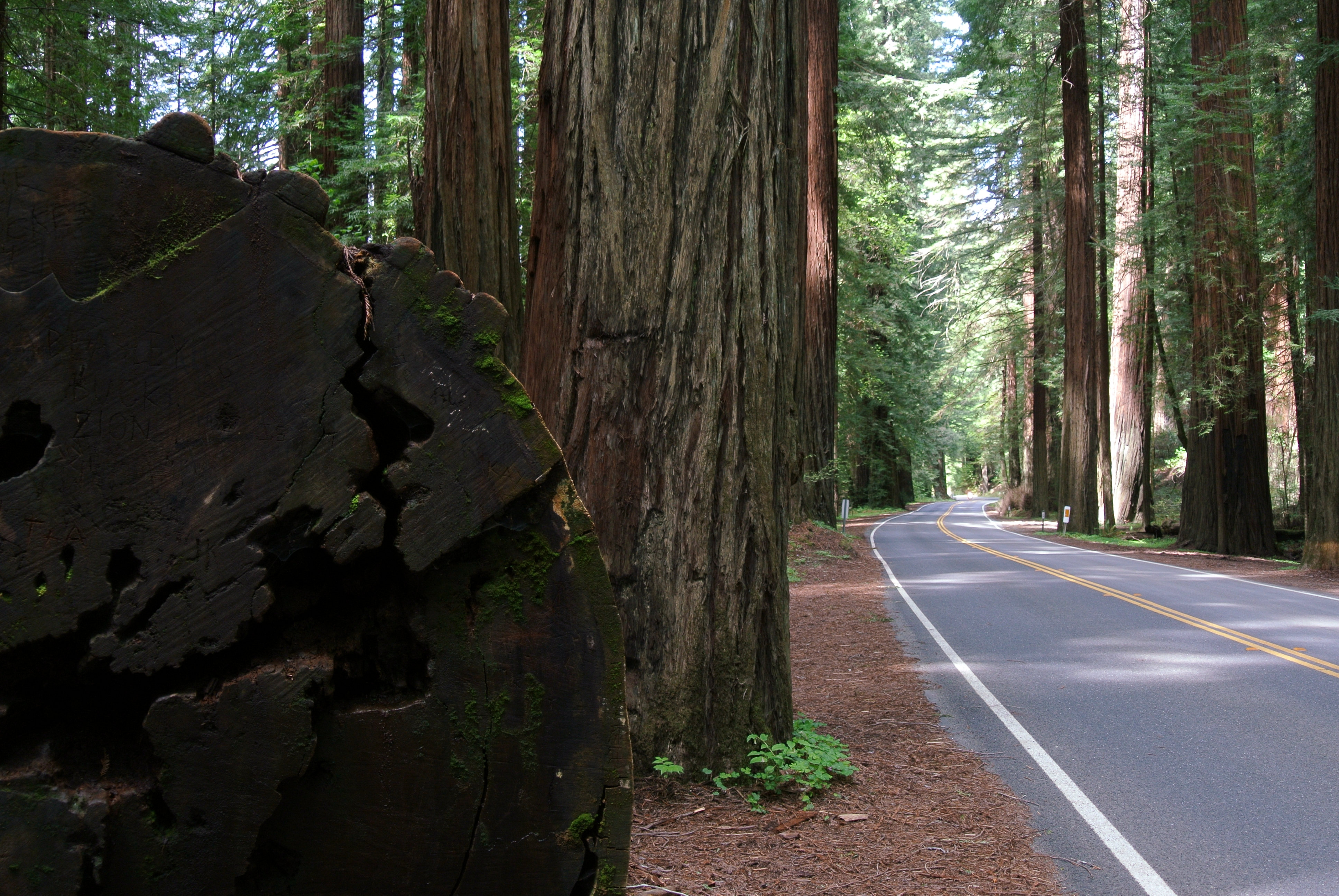
Secuoyas (Ruta Estatal de California 254).

Las secuoyas de la costa ocupan una franja estrecha de tierra de aproximadamente 750 km de longitud y 8-75 km de ancho a lo largo de la Costa del Pacífico de Norteamérica. La elevación del terreno varía de 30 a 750 m, de vez en cuando, bajando hasta el nivel del mar y culminando en los 920 m (Farjon, 2005). Suelen crecer en las montañas donde hay más precipitación debido a la humedad que despide el océano. Los árboles más altos y más viejos se encuentran en valles y barrancos profundos donde fluyen arroyos durante todo el año y la precipitación de la niebla es constante. Por su parte, las secuoyas que se sitúan por encima del nivel de la niebla, es decir, por encima de unos 700 m, son más bajas y pequeñas debido a las condiciones meteorológicas: ambientes secos, fríos y con excesivo viento. Además, el roble “tan”, pinos y los abetos “Douglas” a menudo ocupan el terreno de los secuoyas en estas elevaciones. Pocos redwood trees crecen cerca del mar, debido al intenso ambiente salino y al viento.
La niebla es de mayor importancia en la ecología del secuoya de la costa (Parque nacional Redwood).
La frontera norte de su extensión se delimita por dos arboledas en el río Chetco en la periferia del oeste de las montañas Klamath, 25 km al norte de la frontera entre California y Oregón. Las poblaciones más grandes y más altas se encuentran en el Parque nacional Redwood (condados de Del Norte y Humboldt, California) y en el Parque estatal Humboldt Redwoods (condado de Humboldt).
Esta zona nativa proporciona un ambiente único, con lluvias estacionales fuertes (hasta 2500 mm o 100 pulgadas anualmente). El aire fresco costero y la niebla mantienen una humedad constante durante todo el año en este bosque. Varios factores, incluyendo las precipitaciones fuertes, crean una tierra con menos nutrientes de los necesarios, causando que las secuoyas dependan mucho de toda la comunidad biótica del bosque, con un reciclaje completo de los árboles muertos. Esta comunidad biótica incluye las siguientes especies: abeto “Douglas”, tsuga del Pacífico, roble “tan”, madroño del Pacífico y otros árboles, además de una gran variedad de helechos, acedera de secuoya (también llamada trébol amargo), musgos y setas. Las secuoyas proveen un hábitat para una gran variedad de mamíferos, pájaros, reptiles y anfibios. Los troncos viejos de secuoya proveen un hábitat para el búho manchado, amenazado a nivel federal, y para el mérgulo jaspeado, especie de California en peligro de extinción.
La corteza gruesa, rica en taninos, combinada con follaje que empieza en las alturas por encima del suelo, suministran una buena protección de los daños causados tanto por fuego como por insectos, lo cual contribuye a la longevidad de las secuoyas de la costa. La secuoya costera más vieja conocida tiene alrededor de 2200 años; muchas otras en zonas silvestres pasan los 600 años. Las numerosas declaraciones de la existencia de árboles aún más viejos son incorrectas. Curiosamente, y debido al aparente período de vida eterna de las mismas, las secuoyas costeras fueron denominadas “las secuoyas eternas” a principios del siglo XIX; en latín sempervirens significa ‘siempre verde o eterno’, una coincidencia desconocida a todo aquel que nombró a esos gigantes.
La ubicación prehistórica de los fósiles del genus es considerablemente mayor, con una distribución cosmopolita que incluía Europa y Asia hasta hace 5 millones de años.

## Historia
La sequoia aparece en el registro histórico a partir del 10 de octubre de 1769, cuando Juan Crespí, un miembro del séquito de Gaspar de Portolá, Gobernador de la provincia de Las Californias en Nueva España, anota el árbol en su diario mientras recorría la costa californiana. El primer naturalista que recolectó las semillas de la sequoia y que las envió a España fue Tadeo Haënke, quien participó en la Expedición Malaspina-Bustamante del rey Carlos IV, explorando las costas españolas de ambos lados del Pacífico.
Una hipótesis afirma que el nombre con el que actualmente son internacionalmente conocidas estas coníferas típicas de la Alta California y del Oregón les fue dado en homenaje al jefe cheroqui llamado Sequoyah, si bien cabe consignar que los cheroqui y su confederación habitaban en el centro-este de América del Norte y nunca en los lugares donde crecen estos árboles.

## Introducción artificial
La secuoya fue introducida en Europa en 1843 y hoy en día es popular en parques europeos dado su alto valor ornamental. En España pueden encontrarse en la provincia de Granada, cerca de la localidad de Puebla de Don Fadrique, concretamente en el Cortijo de la Losa (hoy propiedad de Alfonso de Bustos, Barón de Bellpuit). Estas secuoyas fueron un regalo del duque de Wellington al Marqués de Corvera en la segunda mitad del siglo XIX. Las especies que hay son la Sequoiadendron giganteum y Sequoia sempervirens. Los lugareños las llaman mariantonias, posiblemente debido a que también se conocen estos árboles como velintonia o por ser un regalo del duque de Wellington.
En Cantabria disfrutan de un singular bosquete de Secuoyas, declarado monumento natural en 2003, monumento natural de las Secuoyas del Monte Cabezón. La superficie de la citada formación es de 2,467 ha, compuesta por 848 pies de Sequoia sempervirens y 25 pies de Pinus radiata. Fue plantada a finales de los años 1940 y presenta un aspecto espectacular tanto por las dimensiones de los pies, con diámetros superiores al metro y alturas próximas a los 40 m, como por el aspecto denso y cerrado de la masa, provocando que apenas llegue luz al suelo.

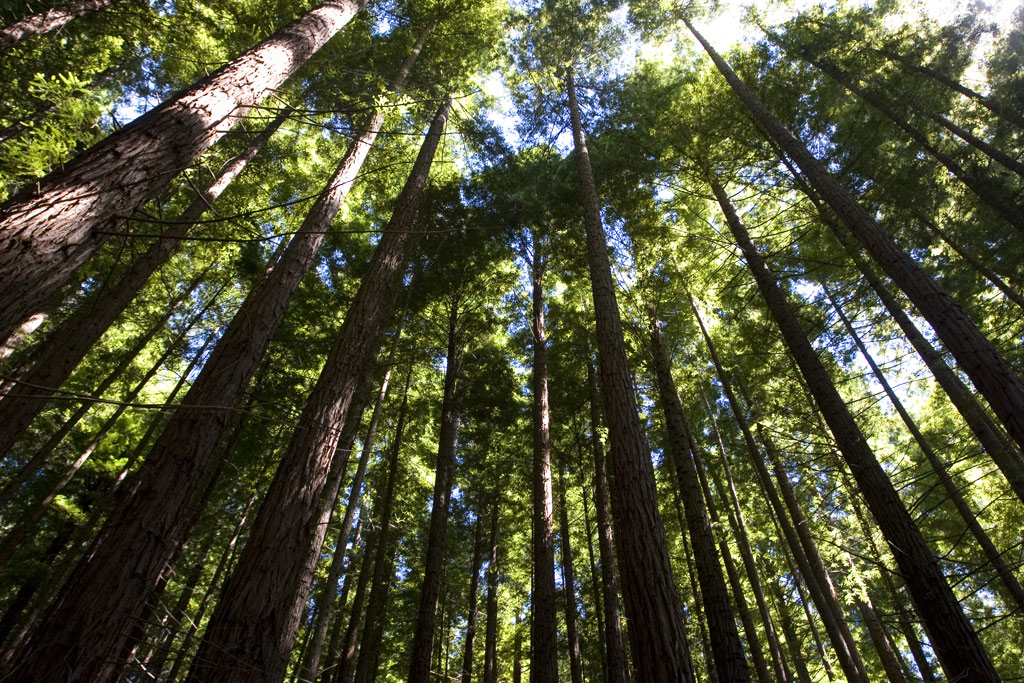
Secuoyas del Monte Cabezón (Cantabria, España).

En Galicia, la plantación más importante se encuentra en Poyo, en las proximidades del Monte Castrove, donde en 1992 se plantaron 500 sequoyas rojas para conmemorar el quinto centenario del descubrimiento de América.
En México también se encuentran ejemplares de Secuoyas, localizadas en el municipio de Jilotepec. La más antigua plantada, en 1971, fue traída desde California y mide más de 30 m de altura. El parque Las Secuoyas contiene más de 300 Secuoyas rojas plantadas, la mayoría de 15 ms de altura y continúan creciendo sin ningún problema.
En Uruguay se encuentran varios ejemplares introducidos en el Parque de Vacaciones de UTE ANTEL,y los más antiguos cuentan con más de 60 años. El parque cuenta con un vivero que se encarga de la reproducción de éstos y otras especies para forestación del lugar y venta al público.

## Reproducción
Su reproducción es asexual y sexual. Así los brotes son clones idénticos con la misma materia genómica. La producción de semillas empieza entre los 10 y 15 años de edad y frecuentemente ocurren cosechas grandes cantidades de semillas, pero la viabilidad de la semilla es baja, típicamente por debajo del 15 %. Puede que la baja viabilidad sea una adaptación para desanimar a los depredadores de semillas, los cuales no quieren gastarse el tiempo buscando entre semillas barcias y comestibles. Las semillas que presentan una especie de alas en su periferia, son pequeñas y ligeras, llegando a pesar entre 3,3 y 5 mg (200-300 semilla/gramo). Las «alas» no son efectivas para una dispersión amplia, y el viento esparce las semillas entre 60-120 m promedio de distancia del árbol madre. El crecimiento de las plantas de semillero es muy rápido, se conocen casos de árboles jóvenes que alcanzan los 20 m de altura en 20 años.

## La secuoya más alta

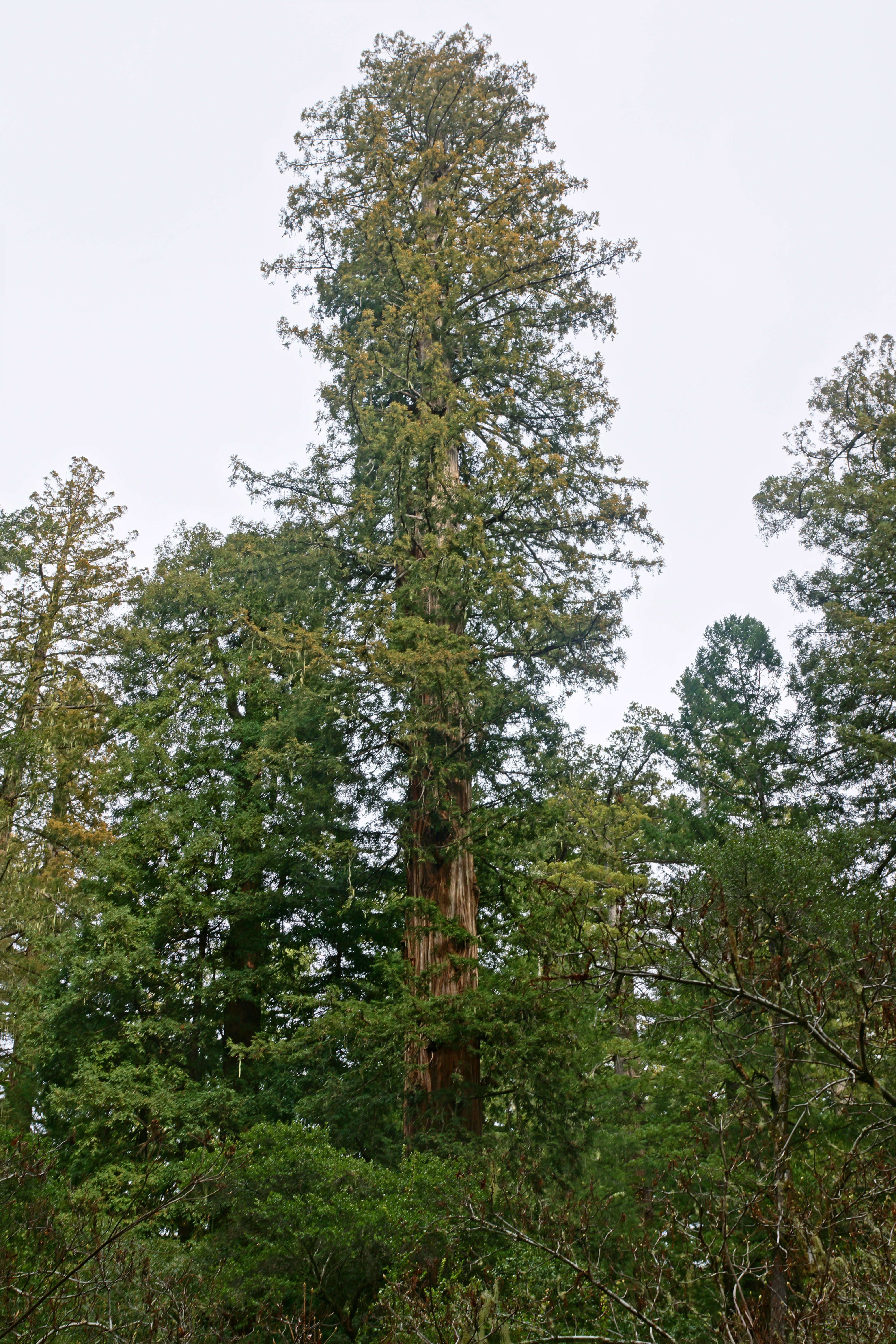
Secuoya en Big Basin Redwoods State Park, California.

Hyperion es el nombre que el equipo del naturalista Chris Antkins dio al árbol que ahora es el ser vivo más alto del mundo: una secuoya roja que mide 115,55 m de altura. 
Este árbol, junto con otros tres que batieron la marca del "Gigante estratosférico" (112,9 m), se encuentran en el Parque nacional Redwood, al norte de San Francisco, California.

## Los ejemplares más gruesos
A continuación se provee un listado de los ejemplares más gruesos de esta especie: 
| Nombre del árbol                           | Localidad | Altura (m) | Diámetro (b.h) (m) | Volumen (m³) | Fuente        |
| ------------------------------------------ | --------- | ---------- | ------------------ | ------------ | ------------- |
| Lost Monarch                               | JSRSP     | 98,0       | 7,9                | 1203,5       | [ 10 ]        |
| Fusion Giant, también conocida como Melkor | RNP       | 106,3      | 6,8                | 1107,2       | [ 10 ] [ 11 ] |
| Iluvatar                                   | PCRSP     | 91,5       | 6,25               | 1061,9       | [ 10 ]        |
| Titán del Norte                            | JSRSP     | 93,6       | 7,3                | 1053,4       | [ 10 ]        |
| El Viejo del Norte                         | JSRSP     | 98,7       | 7,1                | 1002,4       | [ 10 ]        |
| Howland Hill Giant                         | JSRSP     | 100,6      | 5,85               | 950,9        | [ 12 ]        |
| Sir Isaac Newton                           | PCRSP     |            | 7,01               | 940,0        | [ 12 ]        |

El orden y la altura pueden cambiar debido a nuevos descubrimientos, pérdidas de tallo y de follaje, mayor crecimiento y nuevas mediciones. Una de las más conocidas bases de datos para grandes coníferas es «The gymnosperm database», pero sus datos pueden diferir de otras fuentes.

## Los ejemplares más altos
| Nombre del árbol    | Altura | Altura | Localización |
| Nombre del árbol    | (m)    | (pies) | Localización |
| ------------------- | ------ | ------ | ------------ |
| Hyperion            | 115.61 | 379.3  | PNR          |
| Helios              | 114.58 | 375.9  | PNR          |
| Icarus              | 113.14 | 371.2  | PNR          |
| Stratosphere giant  | 113.11 | 371.1  | HRSP         |
| National Geographic | 112.71 | 369.9  | RNSP         |
| Orion               | 112.63 | 369.5  | RNSP         |
| Lauralyn            | 112.62 | 369.5  | HRSP         |
| Paradox             | 112.56 | 369.3  | HRSP         |
| Mendocino           | 112.20 | 368.1  | MWSR         |
| Apex                | 112.00 | 367.4  | HRSP         |

## Taxonomía
Sequoia sempervirens fue descrita por  (D.Don) Endl.    y publicado en Synopsis Coniferarum 198. 1847.
Sinonimia
- Condylocarpus sempervirens Salisb. ex Carrière
- Gigantabies taxifolia J. Nelson
- Schubertia sempervirens (Lamb.) Spach
- Sequoia pyramidata Carrière
- Sequoia religiosa C.Presl
- Sequoia sempervirens var. nana-pendula Hornibr.
- Sequoia taxifolia K.Koch
- Steinhauera sempervirens (D.Don) Voss
- Taxodium nutkaense Lamb. ex Endl.
- Taxodium sempervirens D.Don[14]